# Musäusstraße

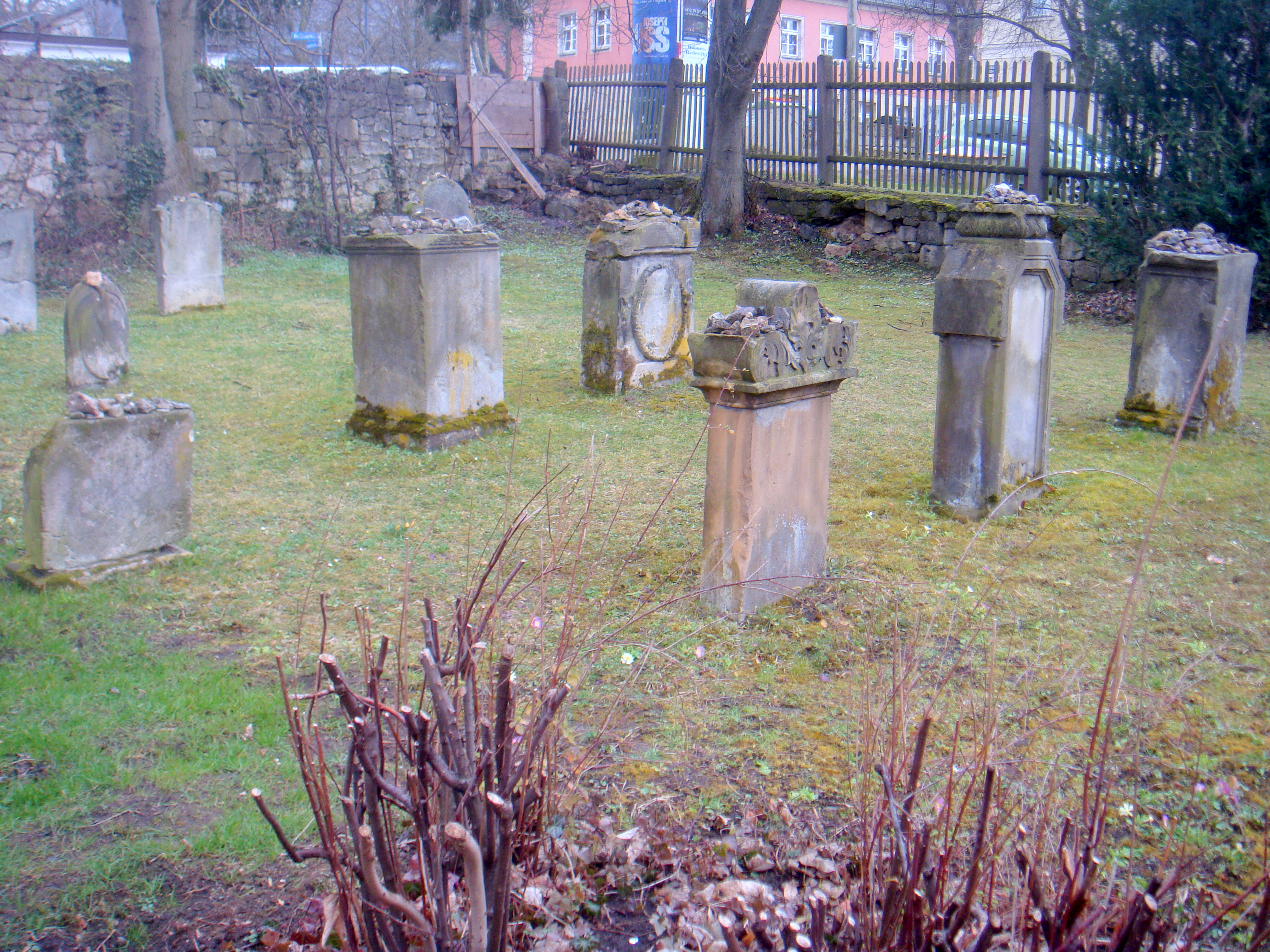
Jüdischer Friedhof Weimar

Die nach dem Schriftsteller und Philologen und Märchenerzähler, der insbesondere durch die Geschichten von Rübezahl in Erinnerung geblieben ist, Johann Karl August Musäus benannte Musäusstraße liegt in der Weimarer Parkvorstadt. Sie beginnt an der Leibnizallee und endet an der Jenaer Straße. Die Anliegerstraße liegt im Postleitzahlenbereich 99425.
Der „Jüdische Friedhof“ ist eine kleine Grabanlage Ecke Leibnizallee/Musäusstraße, die lediglich von 1775 bis 1892 genutzt wurde und heute als Kulturdenkmal ausgewiesen ist. Es steht auf der Liste der Kulturdenkmale in Weimar (Sachgesamtheiten und Ensembles).
Im Jahr 1937 wurde die Poststelle 3 von der Leibnizstraße in die Musäusstraße 4 verlegt. Sie ist aber längst nicht mehr dort vorhanden.
Zu bemerken ist, dass einst der Park an der Ilm bis in diesen Bereich reichte.
Koordinaten: 50° 58′ 30″ N, 11° 19′ 56″ O